# مدافعان میهن
مدافعان میهن (انگلیسی: Defenders of the Homeland) یک ارتش داوطلب اندونزیایی بود که در ۳ اکتبر ۱۹۴۳ در هنگام تصرف هند شرقی هلند توسط ژاپن در اندونزی تأسیس شد.